# Hugo Junkers
Hugo Junkers (Rheydt, 3 febbraio 1859 – Gauting, 3 febbraio 1935) è stato un ingegnere e imprenditore tedesco.
Terzo dei sette figli dell'imprenditore Heinrich Junkers e di sua moglie Luise, fino al 1932 fu proprietario della Junkers Werke a Dessau da lui fondata e guidata fino a quell'anno.
In qualità di professore, ricercatore, ingegnere ed imprenditore, in possesso delle conoscenze di base in campo aeronautico, introdusse un'importante innovazione tecnologica nel campo della costruzione dei velivoli, la struttura interamente metallica e l'adozione, in luogo di pannelli di legno, compensato e tela usati fino ad allora, di un rivestimento lavorante in duralluminio ondulato.
Le attività aziendali intraprese da Junkers però non si limitavano all'aeronautica ma anche alla meccanica, con la produzione di motori aeronautici della Junkers Motorenbau und Junkers Flugzeugwerk, e nel campo termotecnico con la produzione di caldaie a gas della Junkers & Co.. Inoltre, nel 1926, fondò la compagnia aerea Junkers Luftverkehr, che assieme alla Deutscher Aero Lloyd successivamente andò a fondare la Deutsche Luft Hansa, la compagnia di bandiera che sopravvive ancor oggi come Lufthansa. In conseguenza alla crisi economica in cui versava la Repubblica di Weimar nel 1932 le attività industriali di Junkers dovettero affrontare difficoltà finanziarie. Le sue idee non furono favorevoli all'instaurarsi del nuovo regime nazionalsocialista e dopo alcuni scontri con suoi collaboratori favorevoli al nuovo corso politico della nazione fu espropriato delle proprie proprietà e gli venne imposto l'allontanamento da Dessau, per cui si trasferì a Bayrischzell, in Baviera. Junkers morì due anni più tardi, esattamente il giorno del suo 76º compleanno, e le sue spoglie vennero tumulate nel cimitero Waldfriedhof Solln, un distretto a sud di Monaco di Baviera.

## Biografia

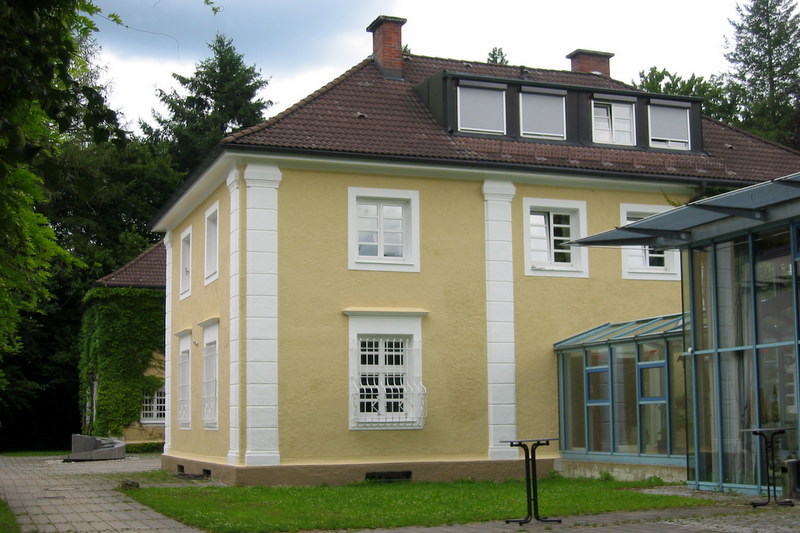
La Villa Hugo Junkers, progettata dall'architetto Bernhard Borst, sita a Gauting.

Hugo Junkers proveniva da una famiglia benestante che permise a lui e ai suoi fratelli un ottimo livello di istruzione e l'indipendenza economica. 
Dopo aver frequentato la scuola a Rheydt consegue la maturità nel 1878 presso la scuola tecnica di Barmen, nello stesso anno inizia a frequentare l'Università tecnica di Berlino che nel 1879 confluisce nella Technische Hochschule Charlottenburg. Dal 1881 prosegue gli studi presso l'Università tecnica ad Aquisgrana e nel 1883 sostiene l'esame finale in Costruzione di macchine.
Dopo le prime esperienze lavorative presso diverse aziende di Aquisgrana e presso l'azienda paterna a Rheydt trascorre un nuovo periodo presso la Technische Hochschule Charlottenburg, per frequentare le lezioni di elettrodinamica e termodinamica del professor Slaby e per condurre esperimenti nel suo laboratorio elettrotecnico.
Con l'aiuto di Slaby Junkers nel 1888 si reca a Dessau dove venne assunto dalla Deutschen Continental Gasgesellschaft, che due anni prima era entrata nella produzione di elettricità e realizzava anche i corrispondenti motori. Insieme al direttore tecnico, Wilhelm von Oechelhäuser jun., Junkers realizzò nuovi motori; nel 1892 tutti e due riuscirono a realizzare il primo motore bicilindrico a gas a pistoni opposti.
Poiché la conoscenza del potere calorifico del gas impiegato è decisiva per il metodo di funzionamento del motore, Junkers realizza contemporaneamente un calorimetro, che viene brevettato il 29 giugno 1892. Nell'ottobre dello stesso anno Hugo Junkers fonda la sua prima impresa Hugo Junkers, Civil-Ingenieur e inizia l'attività in una stalla per cavalli affittata dall'azienda del gas. Primo impiegato diventa l'idraulico specializzato Otto Knick (1865–1921), successivo dirigente d'azienda della Junkers & Co.
Il calorimetro, che misura la differenza di temperatura dell'acqua riscaldata, è presentato all'Esposizione universale del 1893 a Chicago ad un pubblico più ampio e là è premiato con una medaglia d'oro. Junkers stesso si trattiene negli USA e presenta l'apparecchio insieme a Paul Sachsenberg della Sachsenberg-Werken a Rosslau.
Con lo stesso principio tecnico Junkers annuncia nel 1894 di aver brevettato il suo primo scaldabagno a gas e lo trasforma ulteriormente in scaldaacqua istantaneo. Per lo sfruttamento economico del suo brevetto Junkers fonda il 2 luglio 1895, insieme a Paul Ludwig come finanziatore, la ditta Junkers & Co. e acquista un anno più tardi uno stabilimento appena costruito nell'Albrechtstraße di Dessau. Vengono fabbricati calorimetri, apparecchi domestici („Junkers-Thermen”) e regolatori della pressione del gas.
Già nel 1897 Junkers inoltre accettò una nomina come professore di termodinamica presso l'Università Tecnica di Aachen, dopo aver liquidato il suo socio Ludwig. Affidò la direzione aziendale a Hermann Schleissing e fondò la Versuchsanstalt Professor Junkers (Istituto di ricerca Professor Junkers) ad Aachen, per promuovere accanto alla sua attività di insegnamento anche la ricerca. Lo finanziò con i profitti della Junkers & Co. All'inizio Junkers si dedicò di nuovo alla costruzione di motori e annunciò alcuni brevetti sui motori ad olio pesante.
Il 31 marzo 1898 Junkers sposa la figlia del sindaco di Dessau Therese Bennhold (1876–1950). Dal matrimonio nasceranno 12 figli.
Ulteriore ricerca sulla conduzione del calore portò all'ottenimento di brevetti nel 1901, che Junkers & Co sfruttò economicamente nel Dipartimento Caloriferi nel 1904.
Nel 1908 Junkers collaborò col Prof. Hans Reissner di Aquisgrana, ottenendo competenze nel campo dell'aerodinamica e dirigendo così l'azienda verso la costruzione di aeroplani. 
Un anno più tardi fu testato il primo prototipo di Reissner, il cui profilo fu rifinito dalla Junkers & Co. a Dessau. Si trattava di un prototipo di metallo.
Nel 1910 il prototipo fu brevettato, diventando il primo prototipo dell'azienda nel campo dell'aviazione. Nello stesso anno, su iniziativa dell'azienda, viene costruita una galleria del vento ad Aquisgrana.
La ditta brevetterà di lì a poco anche il primo freno idraulico.
Nel 1912 Junkers tornò a Dessau, aprendo una fabbrica di motori, l'anno seguente, a Magdeburgo, che venne però chisua già nel 1915.
Il 1915 vede l'ulteriore sviluppo del prototipo interamente costruito in metallo nel modello J 1. Nel triennio 1917-1919 la ditta si fuse con la Fokker in Junkers-Fokkerwerke AG. Durante la prima guerra mondiale l'impresa divenne prevalentemente una costruttrice d'armamenti, e solo pochi modelli furono sviluppati dalla Junkers/Fokker.
Nel 1926, Junkers portò a termine la fusione della sua compagnia aerea, la Junkers Luftverkehr AG, con la Deutsche Aero Lloyd per formare la Deutschen Luft Hansa. La fusione fu fatta su pressione dello Stato, perché due società di trasporto aereo non sarebbero sopravvissute senza sovvenzioni.
Dopo aver fondato la Junkers Motorenbau GmbH nel 1923 a Dessau, Junkers si trovò in difficoltà finanziarie all'inizio degli anni trenta, a causa della Crisi economica del 1929. Il 22 marzo del 1932 il suo gruppo di imprese dovette dichiararsi insolvente. Il 4 novembre dello stesso anno, la Bosch acquistò la Junkers & Co. GmbH per 2,6 milioni di marchi, chiudendo l'accordo con Junkers l'8 novembre. 
Grazie alla vendita della sua fabbrica di impianti a gas, Hugo Junkers poté mantenere il controllo delle sue fabbriche di aerei e motori.
Poco tempo dopo, l'ascesa al potere del Nazionalsocialismo, il 30 gennaio del 1933, permise al maresciallo dell'aria Hermann Göring di interessarsi ai comparti motori e costruzione aerei della Junkers, a seguito della politica di riarmo della Germania. Sottoposto a notevoli pressioni, Hugo Junkers dovette cedere allo Stato, nel 1933, la maggioranza delle sue aziende aventi valore militare.
Junkers fu poi allontanato da Dessau.

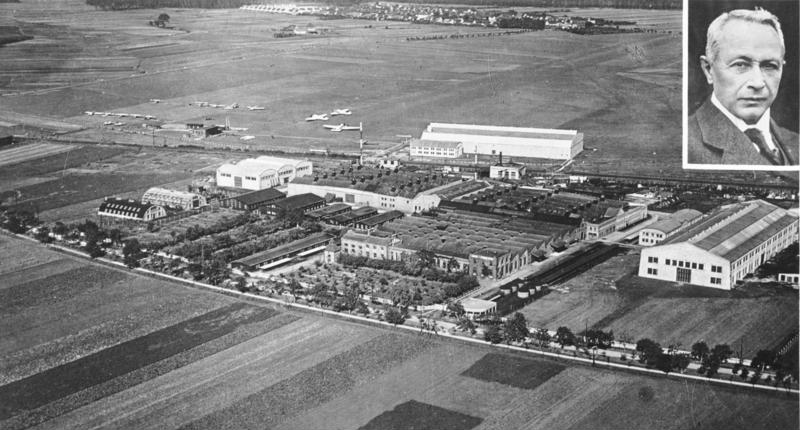
La fabbrica Junkers a Dessau nel 1928

Lo sforzo di Junkers, dalla Prima Guerra mondiale al 1933, si rivolse principalmente verso il comparto civile, dove i suoi aerei ed i suoi motori contribuirono al progresso del settore.
Particolarmente noti furono modelli come lo Junkers F 13, lo G 38 e lo Ju 52/3m
Junkers si trovò a competere per lungo tempo con Dornier per il miglior progetto di aereo capace di attraversare l'Atlantico. Junkers si concentrò sugli aerei convenzionali, mentre Dornier sugli idrovolanti.
Dornier, considerabilmente più giovane di Junkers, gli aveva offerto la sua collaborazione, ma la proposta fu rifiutata. In seguito però, i modelli introdotti dalla Junkers nel 1939, come lo Ju 87 Stuka o lo Ju 88, montavano una fusoliera liscia, e non più la fusoliera stampata precedentemente utilizzata da Junkers. Nonostante ciò la considerazione di Junkers per Dornier non crebbe. 
Un altro interesse di Junkers durante la sua permanenza a Dessau fu l'architettura. Stuzzicato dalla collaborazione con il Bauhaus, Junkers concepì nuove soluzioni per l'architettura in metallo. Sua l'idea della costruzione a lamelle, utilizzata per gli hangar. Il concetto fu poi esportato da Friedrich Zollinger in 27 paesi. Dall'esproprio alla morte Junkers si interessò unicamente di costruzioni in metallo. Un campione di casa interamente metallica si può ammirare nel Museo della Tecnica Hugo Junkers a Dessau-Roßlau.

## Attività professionali
- 1892 Prima ditta Hugo Junkers-Civil Ingenieur a Dessau
- 1895 Fondazione della ditta Junkers & Co. a Dessau, socio è il Dr.phil. Ludwig, che si dimette di nuovo nel 1897
- 1897 Fondazione dalla Versuchsanstalt Prof. Junkers ad Aachen
- 1902 Fondazione della Versuchsanstalt für Ölmotoren ad Aachen
- 1913 Fondazione della Junkers Motorenbau a Magedeburo, chiusa nel 1915
- 1914 Fondazione dalla Kaloriferwerk Hugo Junkers a Dessau
- 1915 Fondazione della Forschungsanstalt Prof. Junkers a Dessau che subentra all'istituto di ricerca ad Aachen (1919)
- 1915 Sviluppo del primo aeroplano interamente metallico (J 1)
- 1916 Fondazione della Hauptbüro Junkers Werke a Dessau
- 1917 Fusione d'imprese nella Junkers-Fokkerwerke AG, sciolta di nuovo nel 1919
- 1919 Fondazione della Junkers Flugzeugwerke AG (Ifa) a Dessau
- 1919 Costruzione del primo aereo interamente metallico ad uso civile F 13
- 1919 Creazione della Abteilung Lamellen Kalorifer ("reparto caloriferi a lamelle") all'interno della Junkers & Co.
- 1921 Creazione della Abteilung Stahlbau nella Fabbrica di caloriferi Hugo Junkers
- 1921 Fondazione della Junkers Luftbild, parte dell'Ifa
- 1921 Fondazione della Abteilung Luftverkehr, parte dell'Ifa (poi parte di Luft Hansa)
- 1923 Fondazione della Junkers Motorenbau GmbH (Jumo) a Dessau
- 1924 Fondazione della Junkers Luftverkehr AG in Umgründung der Abteilung Luftverkehr
- 1925 Fondazione della Scuola di volo Junkers
- 1925 Creazione del Dipartimento lotta ai parassiti, parte dell'Ifa
- 1927 Creazione del Zentralen Lehrwerkstatt in Dessau
- 1928
  - Prima traversata atlantica Est-Ovest da parte di Hermann Köhl, Ehrenfried Günther Freiherr von Hünefeld e James Fitzmaurice su Junkers W 33
  - Conferimento della cittadinanza onoraria della città di Rheydt
  - Conferimento della cittadinanza onoraria della città di Aquisgrana
- 1930 Fondazione della Società macchine Diesel Junkers mbH a Chemnitz
- 1930 Junkers ottiene il Siemens-Ring
- 1930 Fondazione della Holding Junkers Betriebs GmbH
- 1930 Completamento dello Ju 52/1m (ein Motor)
- 1932 Completamento dello G 38
- 1932 Completamento dello Ju 60
- 1933 Costruzione dello Ju 52/3m (Trimotore)
- 1933 Junkers fu costretto a cedere il 51% dei suoi brevetti e la maggioranza delle sue azioni della Junkers Flugzeugwerke AG, senza alcun risarcimento, al Reich tedesco. Venne, in sostanza, privato della sua azienda.

Il partito nazionalsocialista non riteneva Junkers fedele al partito. Altre fonti riportano di uno screzio tra lui e Hermann Göring che, qualche anno prima, aveva tentato di farsi assumere come collaudatore presso l'azienda, senza però alcun successo.
- 1933 Junkers si ritira a Bayrischzell, in una casa per le vacanze, e viene posto agli arresti domiciliari.
- 1933-1935 Hugo Junkers si interessa di costruzioni di abitazioni di metallo, un suo precedente interesse.

Fonda pertanto a Monaco di Baviera la società di ricerca Professor Hugo Junkers GmbH dove si cura dell'arredamento razionale e funzionale di abitazioni in metallo, in particolare di ammobiliamento, sistemazione climatica ed illuminazione degli ambienti. Trovandosi a lavorare con una scarsa scelta di materiali, Junkers cercava di curare l'estetica delle sue opere. Le sue case di metallo, in particolare i tetti, sono rifiniti in maniera tale che la tecnica sia la più bella che si possa provare.
Già ai tempi di Dessau Junkers cercava il contatto con artisti della locale Bauhaus, dai quali trasse stimolo e che influenzò a sua volta. Le abitazioni sviluppate da Junkers si trovano sparse in più di venti regioni e svolgono ancor oggi, dopo più di 70 anni, il loro compito.
- 1939-1945 durante la seconda guerra mondiale la Junkers divenne una delle ditte più importanti per la produzione di apparecchi militari. La fabbrica non si trovava in quell'epoca sotto il controllo di Junkers o dei suoi successori. La vedova Junkers mantenne la quota del 49% delle azioni della società fino alla morte, quando tale quota fu acquisita dal Reich per 30 milioni di marchi. Dal 1935 la Junkers Flugzeugwerke AG e le sue controllate divennero quindi proprietà del Reich tedesco.

## Musei
Il maggior riconoscimento ad Hugo Junkers è costituito dal Technikmuseum Hugo Junkers ("Museo della Tecnica Hugo Junkers") situato a Dessau, la città in cui svolse prevalentemente la sua attività imprenditoriale. Tra i reperti in esposizione nel museo sono presenti, tra gli altri, un trimotore da trasporto multiruolo Junkers Ju 52/3, noto anche con l'affettuoso soprannome Tante Ju ("Zia Ju"), una Junkers-Stahlhaus, un particolare tipo di casa prefabbricata realizzata con i principi dei pannelli in metallo corrugato, nonché numerosi altri cimeli del vasto campo di produzione della Junkers.